# Liber Extra

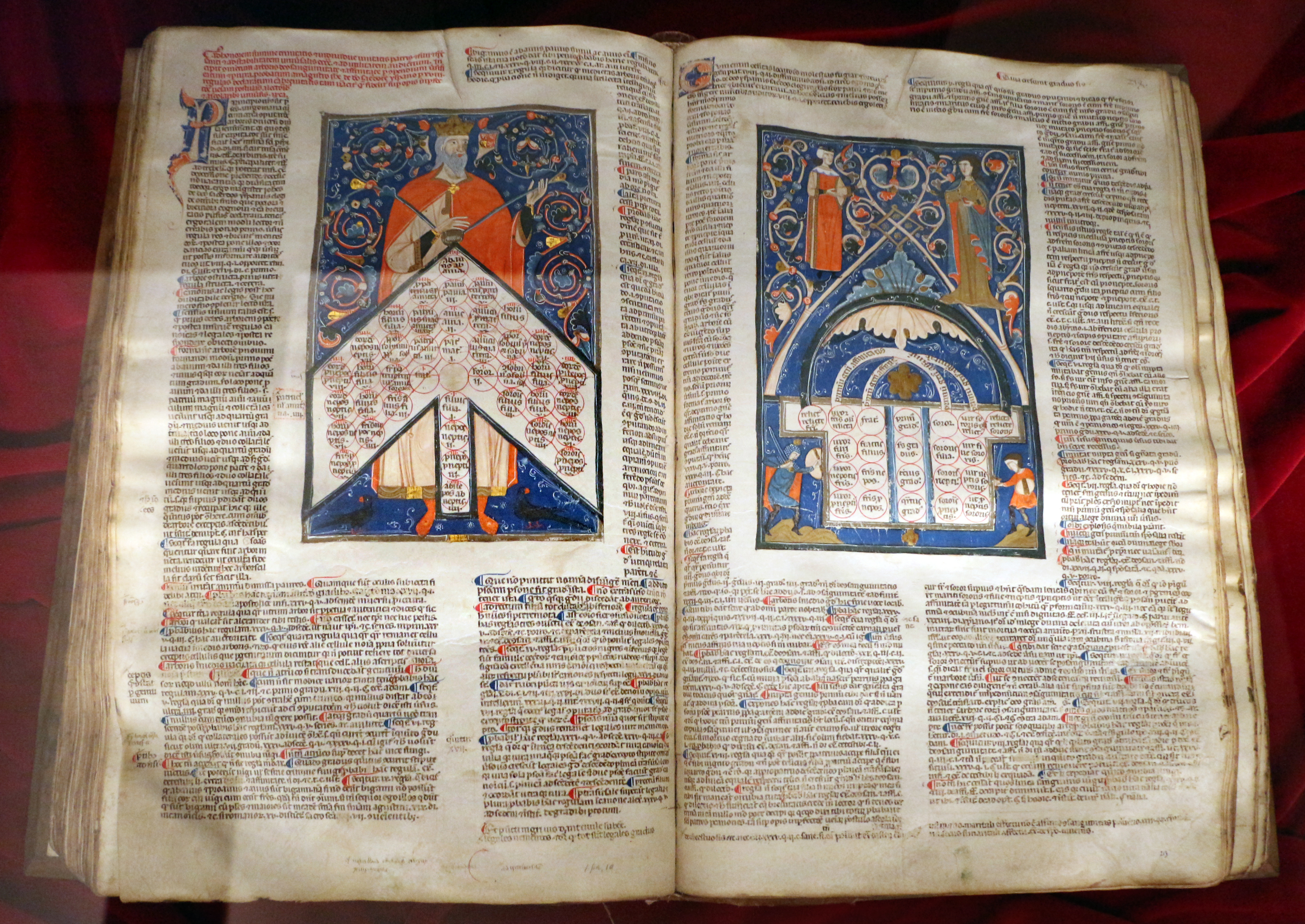
Gregorius IX Decretales, 1290 circa, Biblioteca Medicea Laurenziana, Florence

Der Liber Extra (auch Decretales Gregorii IX., „Dekretalen Gregors IX.“; siehe unten) ist eine große Dekretalensammlung von Papst Gregor IX. aus dem Jahr 1234. Er war für die Entwicklung des kanonischen Rechts von überragender Bedeutung. Der Liber Extra gilt neben dem Decretum Gratiani als wichtigste kirchliche Rechtssammlung des Mittelalters und der Frühen Neuzeit.

## Verfasser
Verfasser ist Raimund von Peñafort (früherer Magister von Bologna), der im Auftrag Gregors IX. (1227–1241) tätig wurde. Raimund wurde um 1230 mit dieser Arbeit betraut und vollendete sie vor dem 5. September 1234.
Raimund sichtete die in den Quinque compilationes antiquae enthaltene Material und ordnete es neu. Er kürzte die Texte oft stark und gab den einzelfallbezogenen Schreiben eine allgemeine Ausrichtung. Durch Auswahl und Textveränderung versuchte er, Widersprüche zwischen den einzelnen Dekretalen so weit wie möglich zu verringern.

## Inhalt und Aufbau
Der Liber Extra enthält 1971 Kapitel, überwiegend Auszüge aus Dekretalen des 12. Jahrhunderts; nur ein kleiner Teil des Materials stammt aus dem älteren Kirchenrecht (z. B. Auszüge aus den Schreiben Gregors I.). Im Vergleich zu den Quinque compilationes wurden 383 Dekretalen ausgelassen. Dafür wurden sieben Dekretalen des Papstes Innozenz III. sowie 195 Dekretalen Gregors IX. eingefügt. Die Arbeit ist nach dem Vorbild der Compilatio prima in fünf Bücher eingeteilt und nach Titeln geordnet, innerhalb derer die Kapitel chronologisch nach ihrer Abfassung geordnet sind.

## Verhältnis zu anderen Rechtsquellen und Rechtsverbindlichkeit
Der Liber Extra war keine Kodifikation und wurde nicht promulgiert, wohl aber gebot Gregor IX. in einem Begleitschreiben (Rex pacificus) die Benutzung dieser und keiner anderen Sammlungen im Rechtsunterricht und der gerichtlichen Praxis; Ausnahmen sollten vom Papst genehmigt werden. In der Praxis kam dies einer Kodifikation so nahe, dass der Liber Extra oft als Gesetzbuch bezeichnet wird. Andreas Thier hat die Beschreibung als „Kompilation mit kodifikatorischen Elementen“ vorgeschlagen.
Von den einzelnen Kapiteln hat nur der dispositive (normschaffende) Teil Rechtsverbindlichkeit. Die Rechtsverbindlichkeit erstreckt sich aber nur auf den Quellentext, wie er sich in der neuen Kompilation findet, ohne Rücksicht auf historischen Ursprung oder Wortlaut in anderen Sammlungen. Die Titelrubriken hatten Verbindlichkeit, sofern sie vollständig oder sinngemäß einen Rechtssatz ausdrücken. Summarien und Inskriptionen hatten keine Gesetzeskraft. Die von Raimund von Peñaforte eingeführten Kapitelüberschriften, die sich auf den erzählenden Teil der Quellentexte beziehen, sind ohne Gesetzeskraft.
Welchen Status die im Liber Extra nicht enthaltenen Dekretalen (insbesondere die aus der Zeit vor Entstehung des Decretum Gratiani) nach 1234 hatten, ist in der Forschung teilweise umstritten.

## Bezeichnung
Gregor IX. (in Rex pacificus) und Raimund sprechen in Bezug auf den Liber Extra von einer Sammlung (compilatio). Der Liber Extra wurde auch als Compilatio nova im Gegensatz zu den Quinque compilationes antiquae oder als Libri quinque decretalium papae Gregorii IX. („Fünf Bücher an Dekretalen Papst Gregors IX.“) bezeichnet.
Relativ häufig ist die Bezeichnung Liber decretalium extra decreta vagantium („Sammlung der außerhalb des Dekrets zirkulierenden Dekretalen“). Übliche Kurzformen sind Decretales Gregorii IX. („Dekretalen Gregors IX.“), Liber Extra, Extra oder einfach die Sigle „X“.

## Zitierweise
Der Liber wird nach Buch, Titel und Kapitel mit einem vorangestellten „X“ (für „Extra“) zitiert, z. B. steht „X.3.34.9“ für das neunte Kapitel im 34. Titels des dritten Buchs des Liber Extra. Vormoderne Juristen zitieren den Liber Extra ebenfalls oft mit „X“ und geben sowohl Buch als auch Titel mit (abgekürzten) Titel bzw. Incipit an.

## Verbreitung und Ausgaben
Der Liber Extra fand in ganz Lateineuropa sehr weite Verbreitung. Es sind ca. 700 Handschriften vor allem des 13. und 14. Jahrhunderts erhalten. Damit war er „im Mittelalter der bekannteste europäische Gesetzestext“. Die erste gedruckte Ausgabe erschien um 1468 in Straßburg. Für katholische Autoren und Gerichte war von 1582 bis 1917 die editio Romana die maßgebliche Ausgabe.
Die heute gebräuchliche Edition ist die durch Richter und Friedberg von 1881.

## Dekretalisten zumLiber Extra

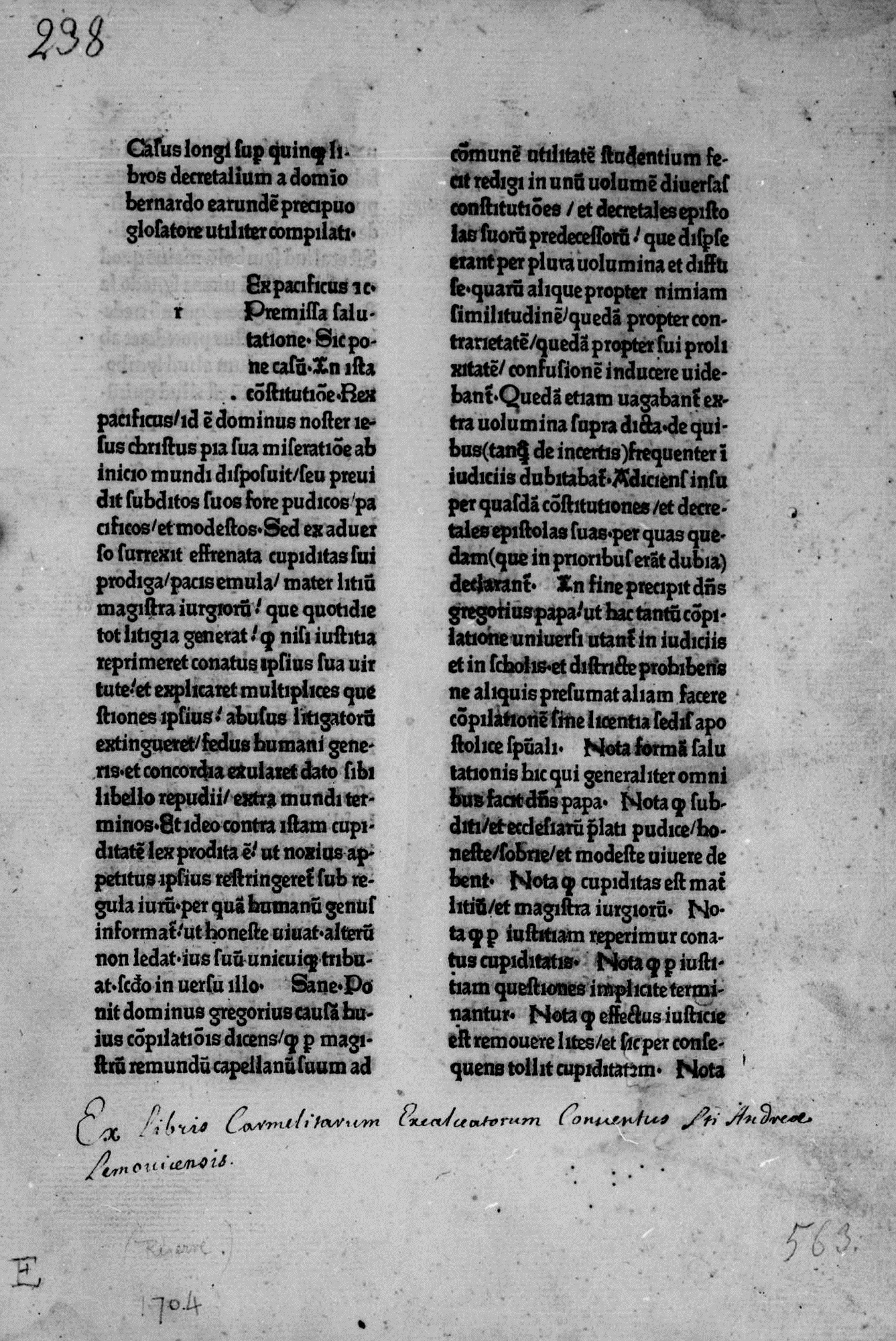
Bernard von Botonus, Casus longi super quinque libros Decretalium, 1475

Die Juristen, die die seit dem Decretum Gratiani ausgefertigten Dekretalen sammelten, überarbeiteten und kommentierten, nennt man Dekretalisten im Gegensatz den Dekretisten, die sich vor allem auf Gratians Dekret konzentrierten. Wichtige Dekretatlisten waren:
- Bernard von Botonus (Bernard von Parma)
- Tankred von Bologna
- Sinibald von Fiesco (der spätere Papst Innozenz IV.)
- Goffredus de Trano: Summa super rubricis decretalium (1241–1243)
- Johannes Andreae: Novella commentaria in quinque libros decretalium (1338). (Der Autor ist nicht zu verwechseln mit dem protestantischen Theologen gleichen Namens.)

## Drucke und Editionen
- Liber extra mit der Glosse von Bernard von Parma. Peter Schöffer, Mainz 1473 (= GW 11451); Digitalisat
- Decretales D. Gregorii Papae IX. suae integritati una cum glossis restitutae ad exemplar Romanum. In aedibus Populi Romani, Rom 1582 (ucla.edu [abgerufen am 27. Juni 2022]). [Die editio Romana; wird bis heute für den Text der Glossen verwendet.]
- Decretalium D. Gregorii Papae compilatio. In: Emil Friedberg (Hrsg.): Decretalium collectiones: Decretales Gregorii P. IX., Liber sextus decretalium Bonifacii P. VIII, Clementis P. V. constitutiones, Extravagantes tum viginti Joannis P. XXII. tum communes (= Corpus Iuris Canonici. Band 2). Leipzig 1881, Sp. 1–928 (columbia.edu [abgerufen am 27. Juni 2022]). [Immer noch maßgebliche Ausgabe.]